# 枝狀細尾海馬屬
枝狀細尾海馬屬，為輻鰭魚綱棘背魚目海龍科的其中一屬。

## 下属物种
- 枝狀細尾海馬（Amphelikturus dendritica）